# 준왜성
준왜성(準矮星, subdwarf)은 여키스 항성분류법에 의해 광도분류 VI로 불리는 별들이다. 이들은 같은 표면온도의 주계열성에 비해 밝기가 1.5에서 2등급 정도 낮다. 헤르츠스프룽-러셀 도표에서 이들은 주계열성의 무리 아래에 존재한다.
1939년 제럴드 피터 카이퍼가 준왜성이라는 단어를 처음 도입했다. 그는 예전에 '중간단계 백색왜성'으로 불리던, 비정상적인 스펙트럼 현상을 보여주는 천체들을 지칭하기 위해, 이 단어를 지어냈다.

## 차가운 준왜성들
G에서 M 분광형을 지니는 준왜성들은 평범한 주계열성들처럼 중심핵에서 수소 연소를 통해 헬륨과 에너지를 만들어낸다. 그럼에도 이들이 주계열성보다 덜 밝은 이유는 중원소 함량이 적기 때문이다. 여기서 중원소는 헬륨보다 무거운 모든 원소들을 일컫는 말이다. 차가운 준왜성들은 주로 은하 헤일로에 퍼져 있으며 태양에 대해서 빠른 속도로 우주 공간을 이동하고 있다. 이들은 같은 분광형의 항성종족 I 별들에 비해 자외선을 더 많이 뿜는데, 이러한 자외선 초과 현상은 중원소가 희박하기 때문이다. 중원소는 항성에서 자외선이 발산되는 것을 막는 효과를 지니기 때문이다. 이는 항성의 불투명도가 작다는 의미이며, 외곽 대기의 복사압을 낮추어 한 항성을 같은 질량의 주계열성에 비해 덜 밝고, 덜 뜨겁게 만든다.

## 뜨거운 준왜성들
B나 O 분광형과 같이 표면 온도가 뜨거운 준왜성들도 존재한다. 이들을 극단수평가지(extreme horizontal branch stars) 단계에 있다고 하며, 차가운 준왜성들과는 전혀 다른 종류의 별이다. 뜨거운 준왜성들은 항성 진화의 마지막 상태에 있으며, 중심부에서 헬륨 연소가 일어나기 전, 적색 거성이었던 항성 외곽 대기가 이탈한 상태이다. 왜 이러한 질량 손실이 일어나는지는 정확히 밝혀지지 않았으나, 쌍성계에서 반성과의 상호 작용이 원인 중 하나일 것으로 추측하고 있다. 단독성일 경우는 두 개의 백색 왜성이 합쳐진 결과로 보고 있다. B분광형의 준왜성들은 백색 왜성들보다 훨씬 더 밝고, 구상 성단이나 타원 은하에서 관측되는 오래된 항성계의 구성원이다.

## 주요 준왜성
- 처녀자리 HW의 주성
- 카프타인의 별
- 그룸브리지 1830
- 2MASS J05325346+8246465 : 최초로 발견된 은하 헤일로 갈색왜성이자 준왜성.
- SSSPM J1549-3544